# Jermaine Jones
Jermaine Jones júnior (nascut el 3 de novembre de 1981) és un jugador alemany de futbol que juga com a migcampista defensiu pel Beşiktaş de la Süper Lig